# シモジマ
株式会社シモジマ（SHIMOJIMA Co., Ltd.）は、包装用品、店舗用装飾品、慶弔用品、事務用品などを扱う専門商社。本社は東京都台東区浅草橋。
ギフトなどの包装、店舗の装飾品に強みを持ち、専門店を展開。包装用紙、紙袋、紙箱、レジ袋、リボン、ギフトシール、食品包材、文房具、学童用品、事務機器、商品POP、慶弔袋、OA用品などの商品を取り扱い、ラッピングの講習会なども行っている。
東名阪地区を中心に直営店舗を持つほか、包装・雑貨専門店「パッケージプラザ」のフランチャイズ事業を全国展開している。

## 沿革
- 1920年（大正9年）1月 - 包装材料卸問屋下島商店として創業[2]。
- 1943年（昭和18年）
  - 8月 - 株式会社下島商店設立[2]。
  - 9月 - 株式会社下島商店が下島荷具工業株式会社に商号変更[2]。
- 1962年（昭和37年）4月 - 上場法人としての株式会社シモジマ（2代目）の直接の前身にあたる下島不動産株式会社設立[2]。
- 1964年（昭和39年）7月 - 下島荷具工業株式会社の商事部門を新たに設立した株式会社シモジマ（初代）に移管[2]。
- 1967年（昭和42年）7月 - 株式会社シモジマが有限会社彩光社に出資[2]。
- 1972年（昭和47年）3月 - 株式会社シモジマが埼玉県浦和市（後のさいたま市）に東部配送センターを設置[2]。
- 1977年（昭和52年）12月 - 株式会社シモジマが大阪府東大阪市に西部配送センターを設置[2]。
- 1979年（昭和54年）3月 - 下島不動産株式会社が下島産業株式会社に商号変更[2]。
- 1981年（昭和56年）
  - 4月 - 下島荷具工業株式会社が下島商事株式会社に商号変更[2]。
  - 7月 - 下島商事株式会社が下島興業株式会社に商号変更[2]。株式会社シモジマ（初代）の外売部門・本社管理部門を新たに設立したシモジマ商事株式会社（初代）に移管[2]。
- 1989年（平成元年）9月 - シモジマ商事株式会社（初代）が栃木県安蘇郡田沼町（後の佐野市）に田沼倉庫を設置[2]。同時に物流子会社としてへイコーハンドリング株式会社（後のシモジマ加工紙株式会社）を設立[2]。
- 1991年（平成3年）4月 - 下島産業株式会社をシモジマ商事株式会社（2代目）に、シモジマ商事株式会社をシモジマ株式会社（後株）にそれぞれ商号変更[2]。同時にシモジマ商事株式会社（2代目）を存続会社としてシモジマ株式会社（後株）と株式会社シモジマ（初代）を合併[2]。
- 1994年（平成6年）11月 - シモジマ商事株式会社（2代目）が下島興業株式会社を吸収合併[2]。
- 1995年（平成7年）12月 - 日本証券業協会に株式を店頭登録[2]。
- 1996年（平成8年）9月 - 浅草橋5号館（後のシモジマ浅草橋本店）を新築[2]。
- 1997年（平成9年）9月 - 子会社として浅草紙工有限会社を設立し、旧浅草紙工有限会社を買収[2]。
- 1998年（平成10年）9月 - 大阪府東大阪市に西部配送センターを新規増設[2]。
- 2000年（平成12年）
  - 6月 - 子会社として商い支援株式会社を設立[2]。
  - 11月 - 本社がISO14001認証を取得[2]。
- 2001年（平成13年）
  - 2月 - 東京証券取引所市場第二部上場[2]。
  - 12月 - 子会社として株式会社エスティシーを設立[2]。
- 2002年（平成14年）7月 - シモジマ商事株式会社（2代目）が株式会社シモジマ（2代目）に商号変更[2]。
- 2004年（平成16年）9月 - 東京証券取引所市場第一部に指定替え[2]。
- 2006年（平成18年）3月 - 子会社として下島（上海）商貿有限公司を設立[2]。
- 2008年（平成20年）
  - 1月 - 子会社としてサンワ株式会社を設立[2]。
  - 3月 - 子会社の浅草紙工株式会社（シモジマかっぱ橋店）を吸収合併[2]。
- 2010年（平成22年）4月 - 株式会社リード商事を発行済株式譲受により子会社化[2]。
- 2011年（平成23年）8月 - 新基幹システム「フェニックス」本稼働開始[2]。
- 2012年（平成24年）9月 - 子会社のヘイコーパック株式会社市貝新工場が竣工[2]。
- 2014年（平成26年）
  - 4月 - 執行役員制度を導入、同年6月より施行[2]。
  - 8月 - 大阪市住之江区に大阪南港物流センターを開設[2]。

## 店舗
シモジマ直営店、プロパック、パッケージプラザ直営店などのブランドで運営されている。
- 東京浅草橋周辺

浅草橋本店
east side tokyo
馬喰横山店
- 関東首都圏

府中店
川口店
松戸店
船橋店
宇都宮店
宇都宮市場店
canaelleグランツリー武蔵小杉
- 名古屋地区

名古屋店
明道町店
岐阜店
- 関西地区

心斎橋店
船場センタービル3号館店
船場センタービル7号館店
西梅田店
三宮店